# Zyklopische Festungen
Zyklopische Festungen sind eine charakteristische Siedlungsform der späten Bronzezeit und frühen Eisenzeit in Transkaukasien (1500-780 v. Chr.). Sie sind vielleicht die Vorformen der urartäischen Festungen der späten Eisenzeit. Sie waren vermutlich Stammeszentren, die Smith als Hauptstädte von Kleinstaaten beschreibt, was das Ausmaß der politischen Zentralisation vermutlich überbewertet.

## Aufbau
Zyklopische Festungen liegen auf Hügelkuppen, die Mauern folgen den Konturen des Geländes. Sie sind aus unregelmäßigen Steinen erbaut. Einige weisen unregelmäßige Bastionen auf. Die Kulturschichten sind meist nur dünn.
An manchen Festungen wurden ausgedehnte Gräberfelder gefunden.

## Verbreitung
Zyklopische Festungen finden sich in Armenien (Ararat-, Schirak- und Tsakahovit-Ebene, südlich des Sewansees), in Georgien (Trialeti-Hochebene), im westlichen Aserbaidschan entlang des Kura und der nordöstlichen Türkei.

## Datierung
Die Ausgrabungen in Horom haben C14Daten zwischen 1600 und 1300 v. Chr. geliefert.
Wichtige Fundorte sind:
- Schaori am Paravanisee
- Schirak
- Tsakahovit